# Мари Бриџ
Мари Бриџ (енгл. Murray Bridge) град је у аустралијској држави Јужна Аустралија. Налази се 76 километара југоисточно од главног града те државе, Аделејда. У самом граду се од јуна 2018. године налази 18.779 становника тиме га чинећи петим највећим градом у држави Јужна Аустралија.
Првобитно име града било је „Мобилонг”. Касније се назив мења у „Едвардс Кросинг”, а коначно име насеље добија 1924. године; „Мари Бриџ”. Име је добио по путу и прузи који пресецају највећу реку Аустралије, Мери. Град је смештен крај ауто-пута Принцес, магистралног пута између Аделејда и Мелбурна.

## Демографија
Према попису из 2016 Архивирано на веб-сајту  (1. октобар 2020), град Мари Бриџ је дом за 20.858 становника. Само урбано подручје имало је 16.708 људи, према попису из 2011. Просечна старост је износила 41 годину. Просечни недељни приход по домаћинству износио је 973 долара недељно, док просек читаве државе Јужна Аустралија износи 1.206 долара.
Године 2006, 10,4% популације је рођено у иностранству, док њих 4,5% припадају домородачком народу Аустралије. Укупно 13,3% људи се изјаснило лутеранима, а њих 24,7% не припада ниједној религији.

## Клима
Мари Бриџ има заступљену степску климу са топлим, врелим летима и благим зимама. Највиша температура забележена је 28. јануара 2009. током тадашњег топлотног таласа у Аустралији и износила је 46,6 °C.